# Oenothera lasiocarpa
Oenothera lasiocarpa är en dunörtsväxtart som beskrevs av August Heinrich Rudolf Grisebach. Oenothera lasiocarpa ingår i släktet nattljussläktet, och familjen dunörtsväxter. Inga underarter finns listade i Catalogue of Life.